# Adolf Wriggers
Adolf Henry Wriggers (Hamburgo, 27 de abril de 1896-ibídem, 30 de noviembre de 1984) fue un pintor y artista gráfico alemán, que cultivó principalmente el paisaje portuario e industrial del norte de Alemania en un personal estilo impresionista tardío.

## Biografía
Adolf Wriggers aprendió el oficio de pintor. En 1913 recibió una beca para estudiar en la Escuela Superior de Bellas Artes de Hamburgo con Julius Wohlers. Políticamente activo, desde antes de 1914 militaba en la Juventud Socialista de los Trabajadores (SAJ) y en el Partido Socialdemócrata de Alemania (SPD), y en 1918 se unió al Partido Comunista de Alemania (KPD). Debido a una discapacidad auditiva, fue utilizado durante su servicio militar como cochero en Prusia Oriental de 1915 a 1918, y luego continuó su educación en la ahora llamada Landeskunstschule bajo la dirección de Carl Schroeder. A partir de 1919 vivió por su propia cuenta en Hamburgo.
Durante el período del nacionalsocialismo fue encarcelado varias veces, siendo detenido por primera vez en 1934 y condenado a ocho meses de prisión en Fuhlsbüttel, solo para ser detenido nuevamente y condenado a un año de prisión el 7 de diciembre de 1939. Era amigo de Hans Conrad Leipelt y de su madre, Katharina Leipelt. Wriggers apoyó las actividades de resistencia de la Rosa Blanca de Hamburgo. En 1949 fundó el Kleiner Hamburger Künstlerring con otros artistas.
En 1956, perdió un ojo durante una operación, deteriorándose cada vez más su visión hasta quedar completamente ciego en 1968. Durante este tiempo, las formas y los motivos de sus obras fueron cada vez más toscos. Ya en la década de 1920, y, más tarde, desde 1950, había realizado grabados en madera (s) y sobre metal, al aguafuerte. El tema de sus pinturas, incluso en obras de pequeño formato, era a menudo el puerto de Hamburgo, lo que le valió el epíteto de "pintor de puertos"; también paisajes industriales y pintura de paisajes al óleo y acuarela.
Adolf Wiggers murió en noviembre de 1984 en su ciudad natal, Hamburgo.